# Стечкин, Сергей Яковлевич
Серге́й Я́ковлевич Сте́чкин (Сте́чькин, псевд. Серге́й Соло́мин, Н. Строев) (29 июля [10 августа] 1864, Плутнёво, Тульская губерния — 11 [24] июня 1913, Новая Деревня, Петербургская губерния) — русский журналист, публицист и писатель, работавший в жанре научной фантастики.

## Биография
Сергей Стечкин родился в 1864 году в Тульской губернии в семье потомственного дворянина. Род столбовых дворян Стечькиных (Стецкиных) известен со времён Ивана Грозного. Отец, Яков Николаевич Стечкин, был владельцем родового имения Плутнево в Тульской губернии, которое проиграл в карты. Сыновья Якова Николаевича, Николай и Сергей, стали литераторами. Брат Стечкина, Николай Яковлевич Стечкин, стал известным консервативным журналистом и критиком. Двоюродным братом Стечкиных был известный авиаконструктор Николай Егорович Жуковский.
Сергей Стечкин учился в Тульской классической гимназии (до 1879), затем в 5-й московской классической гимназии (до 1883), где его одноклассником был знаменитый Сергей Зубатов. В период учёбы в гимназии увлёкся чтением нелегальной литературы. Читал сочинения Дмитрия Ивановича Писарева, Николая Гавриловича Чернышевского, Василия Васильевича Берви-Флеровского, Джона Милля, Карла Маркса и других. Нелегальной литературой его снабжал Зубатов, заведовавший известной в Москве библиотекой Михиных. Стечкин поддерживал с ним приятельские отношения, о чём впоследствии сильно жалел. Из-за неуспехов в учёбе не был допущен к выпускным экзаменам и оставил гимназию. Чтобы окончить образование, сдал экстерном экзамены в реальном училище.
В 1884 году поступил в Петровскую земледельческую и лесную академию. В декабре 1884 года совершил неудачную попытку самоубийства, долго лечился. Обучаясь в Петровской академии, увлёкся народничеством и вступил в народовольческий кружок. Участвовал в подпольной революционной деятельности. В 1886 году женился на фельдшерице земской больницы Марии Егоровне Пановой. Способствовал вхождению в революционную среду Сергея Зубатова, который с 1886 года служил секретным сотрудником Департамента полиции. В 1887 году был арестован по указанию Зубатова, исключён из академии и в июле 1888 года вместе с женой выслан на пять лет в город Холмогоры Архангельской губернии. В 1890 году дважды обращался с прошениями о помиловании и получил разрешение отбыть оставшийся срок в Тульской губернии. Поселился в деревне Труфаново Тульской губернии, занимался сельским хозяйством. В 1892 году освобождён от гласного надзора.
В 1894 году поступил канцеляристом в Тульскую казённую палату, начал сотрудничать в разных газетах и журналах. Проживая в Одессе (1896), помещал статьи в «Южном обозрении», затем начал сотрудничать в столичных газетах. Писал статьи, очерки и фельетоны в «Новостях», «Неделе», «Биржевых ведомостях» и других газетах. Сделавшись известным публицистом, в 1898 году переселился в Петербург, где проживал на Гороховой улице. С 1901 года постоянный сотрудник «Биржевых ведомостей». В 1902—1903 годах жил в Нижнем Новгороде.
С сентября 1904 года сотрудничал в «Русской газете», где писал под псевдонимом Н. Строев статьи по рабочему вопросу. В ноябре того же года познакомился с руководителем «Собрания русских фабрично-заводских рабочих г. Санкт-Петербурга» священником Георгием Гапоном. 5 января 1905 года по просьбе Гапона принял участие в написании черновика Рабочей петиции, который получил название «Резолюции рабочих об их насущных нуждах». После Событий 9 января 1905 года был привлечён к дознанию и подвергался допросам. По некоторым данным, помогал Гапону в составлении революционных воззваний.
В 1907 году издавал журнал «Пережитое» (вышел только один номер), в котором начал печатать свою незаконченную автобиографию, в первой части которой, в частности, дается ретроспективный портрет С. Зубатова, бывшего однокашником Соломина по гимназии. В 1909—1913 годах писал научно-фантастические рассказы для журналов «Огонёк», «Аргус», «Синий журнал», «Летучие альманахи», «Новый журнал для всех» и др. Разойдясь с первой женой, женился гражданским браком на своей машинистке Н. А. Беллингер. В 1910 году был в очередной раз сослан, на этот раз за Урал. После возвращения из ссылки много болел и работал только урывками. Успел подготовить к изданию сборник своих рассказов, вышедший в 1913 году под названием «Разрушенные терема». Был знаком с А.И. Куприным, который тепло отзывался о нём, как зачинателе жанра фантастики.
Скончался от катарального воспаления лёгких 15 июня 1913 года в Новой Деревне под Петербургом.
Среди потомков Сергея Стечкина было немало известных людей. Сын Сергея Стечкина Борис Сергеевич Стечкин стал известным советским учёным, академиком, создателем теории воздушно-ракетных двигателей. Его внук Сергей Борисович Стечкин стал известным математиком, а другой внук Игорь Яковлевич Стечкин — известным конструктором стрелкового оружия, создателем пистолета Стечкина.

## Сочинения
- Н. Строев. Исторический момент. — СПб., 1906. — Т. 1—2.
- С. Соломин. Разрушенные терема. Эпизоды из великой войны между женщинами и мужчинами. Рассказы. — СПб., 1913. — Т. 1—2.
- С. Соломин. Необычайные приключения Оскара Дайбна и Кондратия Невесёлого. Борьба злых и добрых на суше, на море, в воздухе и под водой. Повесть. — СПб.: Свет, 1914. — 46 с.
- С. Соломин. Под стеклянным колпаком. Основание и гибель Полярной империи. Повесть. — СПб.: Свет, 1914. — 66 с.
- Сергей Соломин. Разрушенные терема. Рассказы. — М.: Гелеос, 2002.— 320 с., 5 000 экз.